# Mark van Bommel
Mark Peter Gertruda Andreas van Bommel (wym. [ˈmɑrk vɐn ˈbɔməl]; ur. 22 kwietnia 1977 w Maasbracht) – holenderski trener i piłkarz który występował na pozycji środkowego pomocnika.

## Kariera klubowa
Van Bommel pierwsze treningi i mecze rozgrywał w amatorskim zespole RKVV Maasbracht. Pierwszy profesjonalny kontrakt zawodnik podpisał w 1992 z zespołem Fortuny Sittard, której zadebiutował w Eredivisie mając zaledwie 16 lat.

### PSV Eindhoven
Z Fortuny przeszedł następnie do PSV Eindhoven w 1999. Jego koledzy z Fortuny (Wilfred Bouma i Kevin Hofland) poszli w jego ślady i przenieśli się także do PSV Eindhoven. W zespole z Eindhoven zdobył trzy tytuły mistrza Holandii. Najważniejszym wyróżnieniem indywidualnym było wybranie go na Najlepszego Gracza Roku w Holandii w 2001 i 2002 roku oraz przyznanie Tarczy Johana Cruijffa w 2001 i 2003.
W ostatnim sezonie w barwach PSV miał duży udział w zdobyciu przez drużynę kolejnego tytułu Mistrza Holandii oraz w dojściu do półfinału Ligi Mistrzów. Spodziewano się, że van Bommel zimą przejdzie do drużyny Borussii Dortmund, gdzie trenerem jest Bert van Marwijk, jego teść, ale piłkarz postanowił pozostać w zespole PSV do końca sezonu 2004/2005. Bilans występów van Bommela w PSV jest następujący: w ciągu sześciu sezonów zdobył cztery tytuły mistrzowskie, Puchar Holandii oraz trzy Superpuchary.

### FC Barcelona
Piłkarz nie przedłużył kontraktu z klubem i na mocy prawa Bosmana mógł za darmo zmienić klub. Po przegranym półfinale Ligi Mistrzów z A.C. Milan spekulowano o kierunku hiszpańskim wybranym przez zawodnika. Wśród zespołów zainteresowanych piłkarzem znalazły się potęgi hiszpańskiej piłki, Real Madryt (wciąż poszukiwano następcę Claude’a Makélélé na pozycji defensywnego pomocnika) oraz FC Barcelona. Ostatecznie piłkarz podjął decyzję o podpisaniu kontraktu z tym drugim klubem. Pierwszą bramkę w Barcelonie strzelił w spotkaniu z Realem Betis na Camp Nou 24 września 2005. Mecz zakończył się zwycięstwem gospodarzy 4:1.

### Bayern Monachium
26 sierpnia 2006 został piłkarzem Bayernu Monachium, ponieważ nie mieścił się w pierwszej jedenastce zespołu z Camp Nou. Wartość transferu to 6 mln euro. W 2008, po zakończeniu kariery przez Olivera Kahna van Bommel został wybrany kapitanem drużyny. W sumie w Bundeslidze rozegrał 122 mecze i strzelił 10 bramek. W sezonie 2009/2010 zdobył ze swoim klubem Mistrzostwo Niemiec i dotarł z nią do finału Ligi Mistrzów gdzie ulegli Interowi Mediolan 0:2.

### AC Milan
25 stycznia 2011 podpisał półroczny kontrakt z zespołem A.C. Milan.
Pierwszy mecz w ekipie z Mediolanu van Bommel rozegrał 26 stycznia 2011 z Sampdorią, wygranym przez Milan 1:2, w ramach ćwierćfinałów Coppa Italia. W swoim debiucie w Serie A, 29 stycznia przeciwko Catanii Calcio, Mark van Bommel w 54' obejrzał drugą w tym meczu (pierwsza w 34') żółtą kartkę i w konsekwencji – czerwoną.
17 maja 2011 Holender przedłużył na okres jednego roku swoją umowę z Milanem.

### Powrót do PSV
14 maja 2012 roku podpisał roczny kontrakt z PSV Eindhoven. Po rozczarowującym dla PSV sezonie, w którym drużyna w Eredivisie zajęła drugie miejsce, natomiast w finale KNVB Beker przegrała z AZ Alkmaar, zawodnik ogłosił koniec piłkarskiej kariery. W telewizyjnym wywiadzie po swoim ostatnim meczu z FC Twente, van Bommel zapowiedział, że najprawdopodobniej zostanie trenerem, a swoją decyzję o zakończeniu kariery, podyktował chęcią rozwoju młodszych graczy oraz z powodu chęci do wyleczenia swojego lewego kolana. 36-latek w 35 występach w tym sezonie uzyskał osiem bramek oraz cztery asysty.

## Kariera w reprezentacji
W reprezentacji Holandii debiutował 7 października 2000 w meczu z reprezentacją Cypru, zakończony zwycięstwem 4:0. Porażkami w jego reprezentacyjnej karierze było niezakwalifikowanie się na Mistrzostwa Świata 2002 oraz pominięcie go w kadrze na Mistrzostwa Europy 2004. W reprezentacji rozegrał do tej pory 73 mecze i zdobył 10 bramek.
Po Mistrzostwach Europy w Piłce Nożnej 2012 zakończył karierę w reprezentacji.

## Statystyki
| Sezon   | Klub             | Rozgrywki                  | Mecze | Bramki |
| ------- | ---------------- | -------------------------- | ----- | ------ |
| 1992/93 | Fortuna Sittard  | Eredivisie                 | 1     | 0      |
| 1993/94 | Fortuna Sittard  | Eerstedivisie              | 13    | 0      |
| 1994/95 | Fortuna Sittard  | Eerstedivisie              | 31    | 7      |
| 1995/96 | Fortuna Sittard  | Eredivisie                 | 27    | 0      |
| 1996/97 | Fortuna Sittard  | Eredivisie                 | 19    | 0      |
| 1997/98 | Fortuna Sittard  | Eredivisie                 | 31    | 1      |
| 1998/99 | Fortuna Sittard  | Eredivisie                 | 31    | 5      |
| 1999/00 | PSV Eindhoven    | Eredivisie                 | 33    | 6      |
| 2000/01 | PSV Eindhoven    | Eredivisie                 | 32    | 7      |
| 2001/02 | PSV Eindhoven    | Eredivisie                 | 23    | 4      |
| 2002/03 | PSV Eindhoven    | Eredivisie                 | 28    | 9      |
| 2003/04 | PSV Eindhoven    | Eredivisie                 | 23    | 6      |
| 2004/05 | PSV Eindhoven    | Eredivisie                 | 30    | 14     |
| 2005/06 | FC Barcelona     | Primera División           | 24    | 2      |
| 2006/07 | Bayern Monachium | Bundesliga                 | 29    | 6      |
| 2007/08 | Bayern Monachium | Bundesliga                 | 27    | 2      |
| 2008/09 | Bayern Monachium | Bundesliga                 | 29    | 2      |
| 2009/10 | Bayern Monachium | Bundesliga                 | 25    | 1      |
| 2010/11 | Bayern Monachium | Bundesliga                 | 12    | 0      |
| 2010/11 | A.C. Milan       | Serie A                    | 14    | 0      |
| 2011/12 | A.C. Milan       | Serie A                    | 25    | 0      |
| 2012/13 | PSV Eindhoven    | Eredivisie                 | 28    | 6      |
|         |                  | Łącznie w Eredivisie       | 306   | 58     |
|         |                  | Łącznie w Primera División | 24    | 2      |
|         |                  | Łącznie w Bundeslidze      | 122   | 11     |
|         |                  | Łącznie w Serie A          | 14    | 0      |

## Osiągnięcia
Fortuna Sittard
- Mistrzostwo drugiej ligi Holenderskiej: 1994/1995

PSV Eindhoven
- Mistrzostwo Holandii: 1999/2000, 2000/2001, 2002/2003, 2004/2005
- Puchar Holandii: 2004/2005
- Superpuchar Holandii: 2000, 2001, 2003, 2012

FC Barcelona
- Mistrzostwo Hiszpanii: 2005/2006
- Superpuchar Hiszpanii: 2005
- Liga Mistrzów: 2005/2006

Bayern Monachium
- Mistrzostwo Niemiec: 2007/2008, 2009/2010
- Puchar Niemiec: 2007/2008, 2009/2010
- Puchar Ligi Niemieckiej: 2007
- Finalista Ligi Mistrzów: 2009/2010

A.C. Milan
- Mistrzostwo Włoch: 2010/2011
- Superpuchar Włoch: 2011

Reprezentacja Holandii
- Wicemistrzostwo świata: 2010

Nagrody indywidualne
- Piłkarski talenty roku w Holandii: 1998/1999
- Piłkarz roku w Holandii: 2000/2001
- Zdobywca złotego buta w Holandii: 2005
- Drużyna sezonu według ESM: 2004/2005